# Palpelius namosi
Palpelius namosi är en spindelart som beskrevs av Berry, Beatty, Prószynski 1996. Palpelius namosi ingår i släktet Palpelius och familjen hoppspindlar. Inga underarter finns listade i Catalogue of Life.